# Bee Gees Massachusetts (EP4)

## Közreműködők
- Barry Gibb – ének, gitár
- Robin Gibb – ének
- Maurice Gibb – ének,  gitár, zongora, basszusgitár
- Vince Melouney – gitár
- Colin Petersen – dob

## A lemez dalai
- Massachusetts  (Barry, Robin és Maurice Gibb) (1967), mono 2:19, ének: Barry Gibb, Robin Gibb
- Barker of The UFO   (Barry Gibb) (1967), mono 1:48, ének: Barry Gibb
- Wine and Women (Barry Gibb) (1965), mono 2:52, ének: Barry Gibb, Robin Gibb
- Spicks and Specks  (Barry Gibb) (1966), mono 2:52, ének: Barry Gibb